# Báttaszéki Lajos
Báttaszéki Lajos, született Hofmann Lajos néven (Bátaszék, 1844. szeptember 20. – Budapest, 1921. február 14.) ügyvéd, publicista.

## Életútja
A budapesti egyetemen tanult, s miután ügyvéd lett, előbb Nagyváradon, majd Aradon működött, 1889-től pedig Edvi Illés Károllyal együtt a fővárosban nyitott irodát. Sok szépirodalmi cikket, verset, jogi tanulmányt írt. Lefordította Löw Tóbiás és Wagner J. társaságában F. Mackeldey „A római jog tankönyve” című 3 kötetes művét, sokáig szerkesztette a „Nagyvárad” című politikai napilapot és a „Biharmegyei Közlöny”-t, majd a „Nagyváradi Közlöny”-t, a „Békésmegyei Közlöny”-t, az „Alföldi Lapok”-at, a „Büntető jogtudományi Szemle”-t, az „Alföldi Újság”-ot stb; vidéken és a „Kritikai Szemle”-t, majd a „Filo-szemita Füzetek”-et (1884) a fővárosban.
Művei: „Nők könyve” (Pest, 1864); „Hitregetan” (uo. 1864.): „Fővárosi genreképek” (Nagyvárad, 1867); „Polgári házasság vagy szerelem gőzzel” (1870); „A nők a magyar jogban”, (1872); „A magyar általános magánjogi törvénykönyv tervezete I.” (1874); „Mi a teendő a véderöre vonatkozó törvényjavaslattal szemben?” (1899). Bátaszéki a tiszaeszlári per idején felmerült antiszemitizmussal szemben filoszemita propagandát fejtett ki. Ez irányú röpiratai: „Mindenféle antisemitákról és zsidókról”, továbbá a „Tizenkét ellenröpirat”, melyek megjelenésük idején elterjedt olvasmányok voltak.

## Művei
- Nők könyve. Hasznos és mulattató olvasmányok művelt hölgyek számára; szerzői, Pest, 1863
- Fővárosi genereképek; Hügel Ottó, Nagyvárad, 1867
- Polgári házasság vagy szerelem gőzzel. Elbeszélés; Hügel, Nagyvárad, 1870
- A nők a magyar jogban; Hollósy-Tichy Ny., Nagyvárad, 1872
- Mi a teendő a véderőre vonatkozó törvényjavaslattal szemben?; szerzői, Arad, 1889
- Legyen világosság! Az egyházpolitikai törvények párbeszédekben; Légrády, Bp., 1895
- A vérvád; Országos Központi Községi Ny. Rt., Bp., 1900
- Az orvos a jogéletben. Orvosok jogi tanácsadója; Petőfi Magyar Központi Kiadó-Vállalat, Bp., 1901
- Fővárosi zsánerképek; utószó, jegyz., képvál. Csontó Sándor; Kortárs, Bp., 2018 (A tegnap városa)